# Ariada Volzjsk
Ariada Volzjsk (ryska: Ариада Волжск) var en sportklubb i Volzjsk i delrepubliken Marij El i Ryssland som spelade ishockey i den näst högsta ryska serien VHL.

## Kända Ariada-spelare
- Marko Anttila
- Maksim Ziuziakin

### Fotnoter
1. ↑  NH Ariada Arkiverad 17 januari 2012 hämtat från the Wayback Machine.. Ariada. Läst 28 juli 2019.